# 나호트구

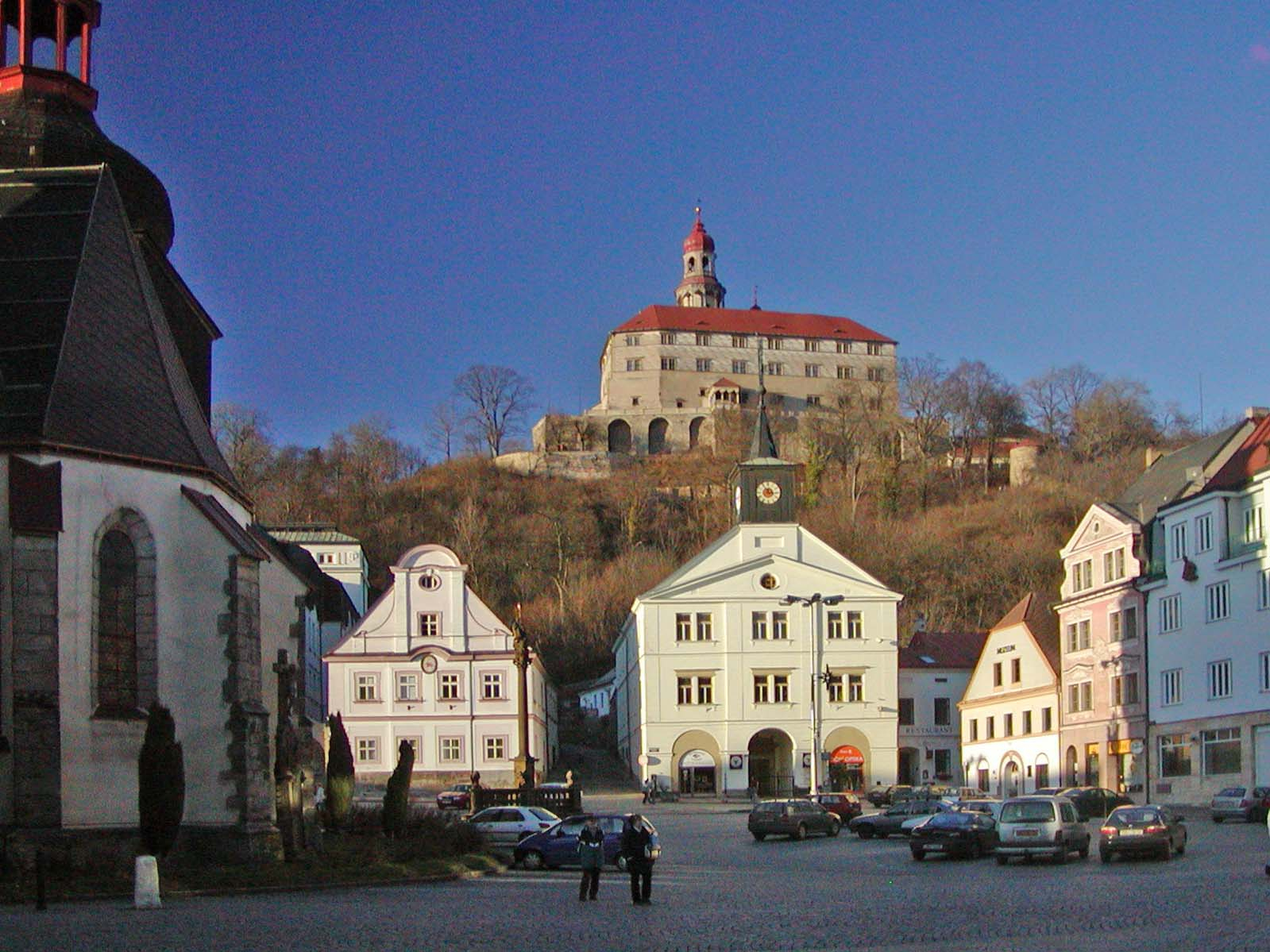
나호트구의 행정 중심지인 나호트

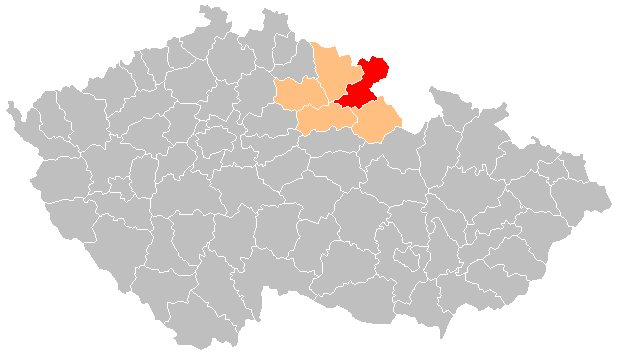
나호트구의 위치

나호트구(체코어: Okres Náchod)는 체코 흐라데츠크랄로베주를 구성하는 5개 구 가운데 하나로 행정 중심지는 나호트이며 면적은 851.57km2, 인구는 110,240명(2019년 1월 1일 기준), 인구 밀도는 130명/km2이다.
흐라데츠크랄로베주 북부에 위치하며 78개 지방 자치체(15개 시, 63개 마을)를 관할한다. 흐라데츠크랄로베주 트루트노프구, 흐라데츠크랄로베구, 리흐노프나트크네주노우구와 접하며 동쪽과 북쪽으로는 폴란드와 국경을 접한다.